# Pteragogus aurigarius
Pteragogus aurigarius är en fiskart som först beskrevs av Richardson, 1845.  Pteragogus aurigarius ingår i släktet Pteragogus och familjen läppfiskar. IUCN kategoriserar arten globalt som otillräckligt studerad. Inga underarter finns listade i Catalogue of Life.